# Pagurixus festinus
Pagurixus festinus är en kräftdjursart som beskrevs av McLaughlin och Haig 1984. Pagurixus festinus ingår i släktet Pagurixus och familjen eremitkräftor. Inga underarter finns listade i Catalogue of Life.